# Обсерватория Аси-Турген
Аси-Турген е астрономическа обсерватория в Казахстан, с най-добрите астроклиматични условия в страната.
Околната среда се характеризира с висока прозрачност на разредения планински въздух, ниска турбулентност на въздушните маси, липса на светлинно и прахово замърсяване, или смог. Тези условия дават възможност за целогодишна работа на инструментите и получаване на висококачествени изображения. Основното направление на обсерваторията е планетарната астрономия. Построена е през 1981 г. на високопланинското плато Аси-Турген, част от Заилийски Алатау, на 2750 м надморска височина. Тя е една от трите обсерватории, ръководени от Астрофизичния институт „Фесенков“.

## История
Бързото развитие на Алма-Ата след Втората световна война оказва осезаемо отрицателно въздействие върху астрономическите наблюдения, извършвани в обсерваторията на Каменското плато, единствената дотогава обсерватория към Астрофизичния институт. Тъй като тя се намира близо до град Алмати, появата на смог и многобройните светлини на града довеждат до все по-голямо влошаване на качеството на наблюденията. Затова, през 1981 г., след обстойни проучвания, се изгражда новата обсерватория Аси-Турген. Намира се на платото Аси-Турген, близо до извора на река Турген. Разположена е на 2750 м над морското равнище, на около 85 км източно от Алма-Ата, далеч от големи населени места, в област с добри астроклиматични условия. Областта се характеризира с висока стабилност на атмосферата, а средният брой на ясните нощи годишно е 178. До 1991 г. са издигнати две кули за телескопи, хотелски блок и е монтиран един еднометров телескоп Цайс-1000.
През април 2021 г. захранването на обсерваторията със слънчеви панели е увеличено със 100% и бързият телескоп „Нутела“ получава 2,6 kW от зелена енергия. Днес всички научни изследвания в обсерваторията се извършват в тясно сътрудничество с астрономи от цял свят.

## Инструментариум
Обсерваторията разполага с 4 телескопа, всеки от които изпълнява свои собствени задачи.

### Телескоп Карл Цайс-1000
Това е първият телескоп, пристигнал в обсерваторията – еднометров рефлектор от системата Ричи-Кретиен, произведен от немската фирма Карл Цайс. Диаметърът на основното (хиперболично) огледало е D = 1016 mm, а еквивалентното фокусно разстояние е F = 13300 mm. Оборудван е с процепен спектрограф UAGS, комплект BVR-филтри за фотометрия и CCD-камери (SBIG ST-7, SBIG ST-8). Спектографът се използва главно за изследване на мъглявини и звезди.
През 1981 г. с него започва редовното изследване на променливи звезди, планетарни мъглявини, младите звезди на Хербиг и двойни симбиотични звезди. Разполага и с електрофотометър за измерване на поляризацията на излъчването на обектите. В наше време се работи по модернизация на системите за контрол, но наблюденията временно са преустановени.

### Телескоп АЗТ-20
1,5-метровият рефлекторен телескоп АЗТ-20 е най-големият и най-тежкият (57 тона) в страната. В началото на 80-те години започва изграждането на сграда и нова кула, която заедно с купола, е висока 45 м. Предназначена е за монтирането именно на този телескоп, който е подготвен за инсталиране още в началото на 90-те години на миналия век. Поради тежката криза след разпадането на СССР строителството е замразено. През 2014 г. е завършен основният ремонт на уникалната 45-метрова кула, подготвена за телескопа. Височината е избрана така, че изпаренията от повърхността на земята да не нарушават картината на наблюдение. Освен това е монтирано и асансьорното оборудване. През следващата година е инсталирано основното огледало и в действие е пусната системата за насочване на телескопа. През 2016 г. телескопът е активиран отново и е извършен комплекс от работи за възстановяване на електромеханичната част, почистване на огледалото, придобиване и адаптиране на модерна система за контрол и предаване на данни.
През 2017 г. рефлекторният телескоп е пуснат в действие. Поставен е в алуминиев купол на височината на 11-етажна сграда, тъй като близо до земята слънцето загрява почвата и повърхностният слой създава турбуленция. Чрез него могат да се наблюдават обекти на разстояние от 13 милиарда светлинни години. Диаметърът на главното (параболично) огледало е D = 1560 mm, фокусно разстояние на модифицирания телескоп е F = 5720 mm. Обхватът на дължината на вълната е λ = 300 – 2500 nm, фокусът на кварцовия 4-лещов редуктор е D = 280 mm, а зрително поле на телескопа е FOW = 60'x60'.
С този телескоп Казахстан може да участва в уникалния международен проект на Световната космическа обсерватория – Ултравиолет (WSO-UV). В ултравиолетовия диапазон се наблюдават горещи звезди и процесите на тяхното зараждане. Проектът е насочен към решаване на проблеми, свързани с тъмната енергия и тъмната материя, което е изключително важно за съвременната наука.

### Телескоп RC-500
500-милиметровият телескоп RC-500 от системата Ричи-Кретиен е инсталиран през 2015 г. Техническите му характеристики са: диаметър на основното (хиперболично) огледало D = 508 mm, фокусно разстояние на модифицирания телескоп (като се вземе предвид и коректорът) F = 1400 mm и фокусно разстояние с вторичното огледало F = 4000 mm. Оборудван е с КМОП-камера QHY-600. На него се работи по управлението на космически отломки и геостационарните спътници. Страната е разположена на географска дължина, близка до идеалната за геостационарните спътници в орбита около Земята. Ето защо много от тях попадат в обсега на телескопа. При казахстанските сателити KazSat-2 и KazSat-3 понякога се явява опасност от сближаване с други обекти и специалистите идентифицират и предупреждават Републиканския център за космически връзки за заплахи от този вид. Освен това се водят наблюдения върху материалите, от които са направени сателитите и тяхната структура, като се проучва стареенето им в космическа среда и възникващите във връзка с него процеси. Друго предимство на полуметровия телескоп е, че той може да използва монтираната иновативна камера, за да заснема обекти, които едва се виждат, като специално внимание се обръща на наблюдението на комети и астероиди.

### Телескоп CDK-700 (Нутела)
700-милиметровият телескоп CDK-700, от оптичната система Ричи-Кретиен, е най-бързият в обсерваторията. Диаметърът на основното (хиперболично) огледало е D = 700 mm, а еквивалентното фокусно разстояние е F = 4540 mm. Наричан е още телескопът „Нутела“, тъй като е произведен е в рамките на проекта NUTTelA-TAO от американската компания PlaneWave Instruments. Инсталиран е през 2018 г. и с него се работи в сътрудничество с Астрофизичния институт „Фесенков“, казахстанския Университет Назарбаев и лабораторията Лауренс-Бъркли в Калифорния, САЩ.
Телескопът е проектиран по такъв начин, че да се активира и от сигнал на НАСА, изпратен от орбиталните спътници, които наблюдават гама-излъчванията от Земята и в Космоса. Телескопът прави мозайка от кадри (до 1000 изображения), от които се уточнява точката, в която се е появил излъчващият обект и неговата скорост. След това се преценява дали е настъпил някакъв катаклизъм, какви процеси протичат и има ли заплаха за Земята. Успява да проследи и бързопротичащи процеси в Космоса. Ако някой телескоп в друга част на света, или космически телескоп, регистрира много важно, мигновено събитие – гама-лъчи, поява на източник на гравитационни вълни, сливане на космически обекти и други, той изпраща информацията до няколко обсерватории. Тревожното съобщение се получава директно от самия роботизиран телескоп, тъй като няма човек, който да го пренасочи в ръчен режим незабавно. В рамките на не повече от 8 секунди покривът на телескопа се отваря и той се насочва сам към желания сектор на звездното небе. В този случай механизмите използват натрупаното от слънчевите панели електричество, за да не губят време за стартиране на дизеловия генератор, от който започва да се захранва едва по-късно. Основното ограничение в този процес е скоростта на интернет.

## Постижения
- Издадени са атласи на мъглявини, които са се превърнали в световни стандарти.[6]
- Създаден е спектрофотометричен каталог с данните за разпределение на енергията в спектрите на хиляди звезди.[6]
- Издаден е спектрален каталог на няколко десетки планетарни мъглявини.[6]
- Открити са някои особени обекти, представляващи преходен етап между звезда с разширена атмосфера и планетарна мъглявина.[6]
- Направени са многобройни, многоцветни фотоелектрически изображения на базата на наблюдение на повече от 20 неправилни променливи звезди.[6]
- Направена е оценка на процеса на формиране на галактическите струпвания. Използван е новият метод за структурна динамика, базиран на съответстващо обобщение на метод в общата теория на относителността.[6]
- Открити са известни непостоянни характеристики в спектрите на някои Сейфертови галактики.[6]
- На базата на мониторинг на атмосферата са разкрити височинните вариации, разделящи аерозолите в стратосферата на слоеве.[6]
- Направен е голям цикъл от изследвания и анализи на зоналната структура на облачната покривка на Юпитер.[6]